# Château d'eau-marégraphe (quai Ferdinand-de-Lesseps)
Pour les articles homonymes, voir Château d'eau-marégraphe.
Le château d'eau-marégraphe est un ancien château d'eau situé à Rouen, en France.

## Localisation
Le château d'eau-marégraphe est situé dans le département français de la Seine-Maritime, sur la commune de Rouen, sur le quai Émile-Duchemin.

## Historique
Les façades et les toitures sont inscrites au titre des monuments historiques en 1997.